# Servicio de Orientación Jurídica (España)
El Servicio de Orientación Jurídica (SOJ) de España, es un servicio público y gratuito de orientación legal gratuita que es prestado a través de los 83 diferentes Colegios de abogados de España. De esta manera, dependiendo del Colegio de abogados que lo preste puede ser generalizado o especializado en una materia Contenciosos-Administrativo,  Social, Mujer, Extranjería, Racismo y Xenofobia, Homofobia-Transfobia, Menores de edad, Mayores, Hipotecario-Subastas, Penitenciario, Violencia de Género y Hombres con problemas de Género... Los Ayuntamientos, en algunos casos, prestan complementariamente este mismo servicio mediante convenios suscritos con los Colegios de Abogados locales. Por ejemplo: SOJ de Las Rozas de Madrid, SOJ Municipal de Extranjería y para supuestos de Racismo, Xenofobia, Homofobia y Transfobia de Madrid-Capital, SOJ de Collado-Villalba, etc.
Como gestora superior del servicio, es el Consejo General de la Abogacía Española quien deriva a los ciudadanos a los diferentes SOJ a través de su sitio web (véase Enlaces externos). El Servicio de Orientación Jurídica funciona en directa comunicación con el Turno de oficio y dentro del sistema de Asistencia jurídica gratuita, pues es a través de estos servicios donde se solicita.

## Régimen jurídico
La ley define el Servicio de Orientación Jurídica como:

Asesoramiento y orientación gratuitos previos al proceso a quienes pretendan reclamar la tutela judicial de sus derechos e intereses, cuando tengan por objeto evitar el conflicto procesal, o analizar la viabilidad de la pretensión.

Viene descrito así en la Ley de Justicia Gratuita como el primer beneficio de la asistencia jurídica gratuita. Sin embargo, la motivación para la existencia de este servicio la encontramos en ordenamientos jurídicos superiores como la Constitución española de 1978 que a través del artículo 24 regula para todo ciudadano su Derecho a la defensa ante un Tribunal de justicia en un Debido proceso. También encontramos, en este sentido, jurisprudencia del Tribunal Constitucional de España y del Tribunal Europeo de Derechos Humanos con sede en Estrasburgo:

2. Este Tribunal ha reiterado que entre el haz de garantías que integran el derecho a un proceso justo se incluye el derecho a la defensa y a la asistencia letrada (artículo 24.2 CE), que debe ser reconocido no sólo para el proceso penal sino también para el resto de los procesos y cuya finalidad es la de asegurar la efectiva realización de los principios de igualdad de las partes y de contradicción, que impone a los órganos judiciales el deber positivo de evitar desequilibrios entre la respectiva posición procesal de las partes o limitaciones en la defensa que puedan inferir a alguna de ellas un resultado de indefensión.

También se ha señalado que en los casos en que la intervención de Letrado no es preceptiva con arreglo a las normas procesales, ello no priva al justiciable del derecho a la defensa y asistencia letrada del artículo 24.2 CE, ya que no se obliga a las partes a actuar personalmente, sino que se les faculta para elegir entre la autodefensa o la defensa técnica.

Sí pues el SOJ gratuito se recoge en la legislación por primera vez en la dicha Ley de Justicia Gratuita de 1996:

3. Ampliación del contenido material del derecho. Al objeto de remover los obstáculos que impiden que los ciudadanos más desprotegidos accedan a la tutela judicial efectiva en condiciones de igualdad, la presente Ley opera una notable transformación en el contenido material del derecho a la asistencia jurídica gratuita, configurándolo de forma más amplia.

En efecto, frente a los beneficios hasta ahora recogidos por la Ley de Enjuiciamiento Civil, el nuevo sistema configura un derecho más completo y por tanto más garantizador de la igualdad de las partes en el proceso, eliminando onerosidades excesivas que no son sino negaciones prácticas de aquélla; así pues, a los beneficios ya consagrados por nuestro Ordenamiento jurídico como propios del derecho a la asistencia jurídica gratuita, la Ley añade nuevas prestaciones tales como el asesoramiento y la orientación previos a la iniciación del proceso - lo cual ha de evitar en numerosas ocasiones litigios artificiales tan costosos en todos los sentidos para la Justicia -, la asistencia pericial en el mismo y la reducción sustancial del coste para la obtención de escrituras y documentos notariales y de aquellos documentos emanados de los Registros Públicos, que puedan ser precisos para las partes en el proceso.